# Î̱
Î̱ (minuscule : î̱), appelé I accent circonflexe macron souscrit, est une lettre latine utilisée dans l’écriture du kiowa.

## Utilisation
En kiowa écrit avec l’orthographe McKenzie ou SIL, le ‹ Î̱, î̱ › représente le même son que la lettre I, le macron souscrit indiquant la nasalisation et l’accent circonflexe indiquant un ton tombant.

## Usage informatique
Le I accent circonflexe macron souscrit peut être représenté avec les caractères Unicode suivants : 
- composé et normalisé NFC (supplément latin-1, diacritiques) :

| formes    | représentations | chaînes de caractères | points de code | descriptions                                                             |
| --------- | --------------- | --------------------- | -------------- | ------------------------------------------------------------------------ |
| capitale  | Î̱               | Î◌̱                    | U+00CE U+0331  | lettre majuscule latine i accent circonflexe diacritique macron souscrit |
| minuscule | î̱               | î◌̱                    | U+00EE U+0331  | lettre minuscule latine i accent circonflexe diacritique macron souscrit |

- décomposé et normalisé NFD (latin de base, diacritiques) :

| formes    | représentations | chaînes de caractères | points de code       | descriptions                                                                         |
| --------- | --------------- | --------------------- | -------------------- | ------------------------------------------------------------------------------------ |
| capitale  | Î̱               | I◌̱◌̂                   | U+0049 U+0331 U+0302 | lettre majuscule latine i diacritique macron souscrit diacritique accent circonflexe |
| minuscule | î̱               | i◌̱◌̂                   | U+0069 U+0331 U+0302 | lettre minuscule latine i diacritique macron souscrit diacritique accent circonflexe |